# NK Čelik Zenica
A Čelik Zenica egy bosznia-hercegovinai labdarúgócsapat Zenica városából. A klubot 1945-ben alapították, háromszoros Bosznia-hercegovinai bajnok és kétszeres kupagyőztes, valamint kétszeres Közép-európai kupa győztes. A klub jelenleg a Bosznia-hercegovinai másodosztályban szerepel.

## Története
A klubot 1945-ban alapították Zenica városában. A klub nevében a čelik szó bosnyákul acélt jelent, ezzel utalva a város acéliparának jelentőségére. A klub 1966-ban bajnok lett a jugoszláv másodosztályban, ezzel története során először feljutott a jugoszláv élvonalba, ahonnan ugyan rögtön kiesett, azonban 1968-ban visszajutott és tíz éven keresztül folyamatosan az élvonalban szerepelt. A klub 1971 és 1973 között zsinórban háromszor szerepelt a Közép-európai kupa küzdelmeiben; 1971-ben az Austria Salzburg, 1972-ben pedig a Fiorentina csapata ellen nyertek a döntőben, az 1973-as döntőt viszont elveszítették a Tatabánya csapatával szemben. A klub 1975-ben az Intertotó-kupában megnyerte csoportját. A Čelik 1978-ban ismét kiesett az élvonalból, majd ezután egy évtizeden keresztül ingázott az első- és a másodosztály között; legutoljára 1989-ben szerepelt a jugoszláv élvonalban. A klub Jugoszlávia felbomlását követően a Bosznia-hercegovinai élvonal küzdelmeiben indulhatott el, az újonnan indult bajnokság első három idényében ők lettek a bajnokok (1995, 1996, 1997), valamint kétszer a kupát is elhódították (1995, 1996). A klub 2020-ig folyamatosan az élvonalban szerepelt, azonban 2019–20-as idény végén a klub vezetése úgy döntött, hogy a pénzügyi helyzet stabilizásának érdekében visszalépteti a klubot az élvonalbeli küzdelmektől, így a Čelik a következő szezont a negyedosztályban kezdte el.

## Sikerek
- Bosznia-hercegovinai labdarúgó-bajnokság
  - Bajnok: 1994–95, 1995–96, 1996–97
- Bosznia-hercegovinai labdarúgókupa
  - Győztes: 1994–95, 1995–96
  - Második: 2010–11, 2013–14
- Jugoszláv másodosztályú labdarúgó-bajnokság
  - Bajnok: 1965–66, 1978–79, 1982–83, 1984–85
- Közép-európai kupa
  - Győztes: 1970–71, 1971–72
  - Második: 1972–73, 1979–80

## Híres játékosok
- Miljan Zeković
- Vlatko Marković
- Asmir Avdukić
- Elvir Bolić
- Emir Spahić
- Emir Hadžić
- Mirsad Hibić
- Jasmin Mešanović
- Avdija Vršajević
- Tonči Gabrić